# فيثاغورس
كان فيثاغورس الساموسي (570- 495 ق.م بوجه التقريب) فيلسوفًا يونانيًا إيونيًا قديمًا، ومؤسس الفيثاغورية التي سُميت باسمه. كانت تعاليمه السياسية والدينية منتشرة في ماجنا غراسيا وألهمت الفلاسفة أفلاطون وأرسطو والغرب عمومًا عن طريقهم. تغطى الأسطورة معرفة حياته، لكن يظهر أنه كان ابن منيساركوس، وهو نقاش أحجار كريمة في جزيرة ساموس. يختلف الباحثون المعاصرون فيما يتعلق بتعليم فيثاغورس وملهميه، لكنهم يتفقون على أنه سافر في نحو عام 530 ق.م إلى كروتون في جنوب إيطاليا، حيث أسس مدرسة كان يقسم المبتدئون فيها على السرية ويعيشون حياة مشتركة زاهدة. فرض نمط الحياة هذا عددًا من المحظورات المتعلقة بالنظام الغذائي، ويقال تقليديًا إنه تضمن النباتية، وإن شك الباحثون المعاصرون في أنه دعا يومًا إلى النباتية الكاملة.
أكثر التعاليم المرتبطة بفيثاغورس ثباتًا هو التقمص، أو «انتقال الأرواح»، والذي يقتضي أن كل الأرواح خالدة، وأنها بعد الموت تدخل جسدًا جديدًا. ربما ابتكر كذلك اعتقاد الموسيقى الكونية، والذي يرى أن الكواكب تتحرك وفق معادلات رياضية وبالتالي ترنّ مصدرة سمفونية خافتة من الموسيقى. يجادل الباحثون فيما إن كان فيثاغورس قد طور التعاليم العددية والموسيقية المنسوبة له، أم أنها طُورت على أيدي أتباعه اللاحقين، وبالتحديد فيلولاوس الكروتوني. بعد انتصار كروتون الحاسم على سيباريس في نحو 510 ق.م، تنازع أتباع فيثاغورس مع داعمي الديمقراطية وأُحرقت بيوت الاجتماعات الفيثاغورية. ربما قُتل فيثاغورس في خلال هذا الاضطهاد، أو فر إلى ميتابونتوم، حيث توفي في آخر الأمر.
في العصور القديمة، نُسب العديد من الاكتشافات الرياضية والعلمية لفيثاغورس، بما في ذلك مبرهنة فيثاغورس، والتناغم الفيثاغوري، والمجسم الأفلاطوني، ونظرية التناسب، وكروية الأرض، وتحديد نجوم الصباح والمساء وكوكب الزهرة. يقال إنه كان أول شخص يدعو نفسه فيلسوفًا («محبًا للحكمة») وكان أول من قسم الكرة الأرضية إلى خمس مناطق مناخية. يتجادل المؤرخون الكلاسيكيون فيما إن كان فيثاغورس قد حقق هذه الاكتشافات، ويُرجح أن العديد من الإنجازات المنسوبة له نشأت في وقت أسبق أو أنجزها زملاؤه أو خلفاؤه. تذكر بعض الروايات أن الفلسفة المرتبطة بفيثاغورس كانت متعلقة بالرياضيات وأن الأعداد مهمة، لكن ثمة جدل حول مدى مساهمته، إن كان قد ساهم أصلًا، في الرياضيات أو الفلسفة الطبيعية.
أثر فيثاغورس على أفلاطون، الذي تظهر حواراته، ولا سيما طيماوس، التعاليم الفيثاغورية. أثرت الأفكار الفيثاغورية في الكمال الرياضي على الفن اليوناني القديم أيضًا. خضعت تعاليمه لصحوة كبرى في القرن الأول ق.م بين الأفلاطونيين الأواسط، ما تزامن مع بزوغ الفيثاغورية الجديدة. استمر اعتبار فيثاغورس فيلسوفًا عظيمًا عبر القرون الوسطى وكان لفلسفته أثر كبير على علماء مثل نيكولاوس كوبرنيكوس ويوهانس كيبلر وإسحاق نيوتن. استُخدمت الرمزية الفيثاغورية في الباطنية الأوروبية المعاصرة المبكرة، وأثرت تعاليمه كما صورها كتاب التحولات لأوفيد في الحركة النباتية المعاصرة.